# 魔界天使ジブリール4
『魔界天使ジブリール -episode4-』（まかいてんしジブリール エピソード4）は、2010年4月23日にFrontwingから発売された18禁恋愛アドベンチャーゲーム。『魔界天使ジブリール』『魔界天使ジブリール -episode3-』の続編。
基本設定は前作までと同じだが、キャラクターは（約一名を除いて）一新されている。

## あらすじ
夢が丘学園に通う剣人達四人はある日マイマイとメイメイが送り込んだ怪物の襲撃に対してもも、葵、ユズハの三人が剣人から供給されるアモーレパワーで変身して立ち向かう。

## 登場人物
剣人（けんと）
主人公。アモーレパワーを供給するために葵達と寮で暮らす。
早乙女 もも（さおとめ もも）
主人公の幼なじみ。生徒会副会長。世話焼きタイプ。
声 - 佐倉もも花
ジブリール スピカ
ももが変身した姿。
綾小路 葵（あやのこうじ あおい）
声 - 有栖川みや美
主人公の幼なじみ。生徒会会長。品行方正でツンデレ。
ジブリール アルテア
葵がアモーレの力で変身した姿。
星川 ユズハ（ほしかわ ユズハ）
声 - 東かりん
主人公の幼なじみ。生徒会書記兼会計。
ジブリール ユノス
ユズハがアモーレの力で変身した姿。
ラヴリエル
声 - 野神奈々
エロシーンも無いクセにしつこく登場するホニャララ天使。何故か夢が丘学園の学園長となっており、4人の同居生活をセッティングする。
マイマイ
声 - 民安ともえ
双子の悪魔の妹。
メイメイ
声 - まきいづみ
双子の悪魔の姉。髪の毛は水色

## スタッフ
- シナリオ：七鳥未奏with企画屋・橘ぱん・渡辺僚一・鳴海瑛二・屑美たけゆき
- 原画：空中幼彩
- オープニングテーマ「the first the last」
- エンディングテーマ「新生時〜この恋きみとあたし〜」
  - 作曲・作詞・歌：U

## コミカライズ
- 『魔界天使ジブリール4』 作画：蒼一郎 / 原作：フロントウイング、秋田書店『チャンピオンRED いちご』Vol.19 - 23連載、〈チャンピオンREDコミックス〉、全1巻
  1. 2011年3月18日発売[2]、ISBN 978-4-25323-078-0